# さよならの夏 (アルバム)
『さよならの夏』（さよならのなつ）は、日本の男性音楽グループ「きいやま商店」の1枚目のオリジナル・アルバム。2010年11月17日発売。最初の発売元は、アレックス・エンターテイメント。その後、2013年7月21日にフライング・ハイより再発売されている。またここでは、2009年と2010年8月21日に発売された同タイトルの自主制作盤についても併記する。

## 解説
きいやま商店のデビュー作であり、初のアルバム作品である。石垣島の販売店2店舗では、先着特典でポスターがもらえた。
「最初で最後のつもり」で、2008年8月に、東京の沖縄居酒屋で、ほぼ身内の客40人くらいを前にミニライブを開催したところ、これが地元石垣島で話題となり、その後数ヶ月に一度の割合で活動をしていたが、2009年に4曲入りの最初の自主製作盤を発売、その後2010年8月に5曲入りの手売りの自主制作盤100枚を制作し、メンバーが通っていた沖縄県立八重山高校のOB会「尚志会」の催し等にて販売していた。
その後、尚志会のライブが基で依頼されたCM曲をレコーディングするために、正式に発売するために改めて（だいちゃんとマストが東京在住のため、リョーサが福岡から東京に行き）東京でレコーディングを行い、アルバムを製作した。始めはCM曲1曲だけ録音するつもりが、「もったいないから」、「記念のつもりで」とそれぞれのバンドでやってた曲を寄せ集め、また初ライブのために制作した「さよならの夏」を含め、本作品が制作された。また、自主制作盤も、同じように曲を寄せ集めたように制作されている。なお、自主制作盤には初ライブで披露された「きいやま商店のテーマ」が収録されているが、本作には収録されず、次作『沖縄ロックンロール』に再レコーディングされ収録された。
そのような状況で制作されたため、メンバーは「このアルバム一枚で終わり」、「記念に作りましたっていうくらい」と思っていた。実際に「きいやま商店を本格に活動しよう」と志したのは、次作『沖縄ロックンロール』発売前に行われた沖縄合宿からとなる。
マストは、このアルバムを「自分たちへのメモリアルなアルバム」と語っている。

## 収録曲
全作詞・作曲：きいやま商店（ただし、別記されているものを除く。また、編曲は別記されている曲以外はクレジット未表記）
1. バッペータ!! [1:24]
「バッペータ」とは、八重山地方の方言で「間違えた」という意味。歌に出てくる「あだんにゃ」は、沖縄県の苗字の「安谷屋（あだにや）」が、石垣島の訛りで発音されているもの。レコーディングの時にアドリブで出てきたもので、特に意味は無い。
2. さよならの夏 [3:44]
編曲:奥村"GACHARO"典洋（きいやま商店／奥村"GACHARO"典洋）[注 1]
2008年8月に行われた初ライブを開催する際に制作されたオリジナル曲[5]。初ライブは、各所属バンドの持ち歌を歌う以外の残り時間は殆ど喋っていたという内容であった[10]。ライブ等では、アンコールの最後で歌われることが多い。
3. あの頃 [2:37]
学校法人大庭学園　2010年度CMソング。リョーサの友人が同学園の教員で、「学校の歌を作って欲しい」と依頼されて制作された曲[4]。
4. GO HOME [4:57]
作詞・作曲：崎枝将人、編曲：きいやま商店、奥村"GACHARO"典洋[11]
2012年映画「ペンギン夫婦の作りかた」の、安川午朗制作のオリジナルサウンドトラック『辺銀音楽食堂 映画 ペンギン夫婦の作りかた オリジナル･アルバム』収録曲。マストが所属するバンド「ノーズウォーターズ」の同名曲のカバー。
5. Milk Tea [3:56]
作詞・作曲：崎枝大樹
だいちゃんが所蔵していたバンド「BOOING SHEYNER」の楽曲『ミルクティーでも飲みながら』があるが、こちらのバージョンがオリジナルバージョン。「BOOING SHEYNER」のバージョンは、当時の事務所の意向で、その後手を加えられたバージョン[12]。比較すると、歌詞のほぼ全面と、メロディーの一部が違う。
6. Take it Easy [4:32]
7. ゆーしったい(2010.5.17 Live in USTREAM) [6:21]
「ゆーしったい」とは、沖縄の方言で「ざまぁみろ[13]」、「言わんこっちゃない[14]」という意味。
リョーサのソロ曲であり、この曲の時だけセンターポジションがだいちゃんからリョーサに変更となる。ライブの定番曲であるが、リョーサが歌唱中にその場で考えたアドリブを多数加えてくるため、必然的に曲の演奏時間が長くなってしまい、ライブの内容によってはセットリストから外されることもある。また、2番・3番の歌詞も存在するが、現在は2番・3番の歌詞は歌われなくなっている。なお、本作では、2番の歌詞も歌唱されているバージョンが収録されている。後日発売された3rdアルバム『ドゥマンギテ』とベストアルバム『きいやま商店』、『きいやま商店 ザ・ベスト 〜この歌届け〜』に、新録バージョンが収録されている。

## 自主制作盤
自主製作盤は2種類ある。発売元の表記は「©SAKIEDA RECORDS.Co From SouthWest Is」。
ファーストプレスは、2009年より発売された。ジャケットはメンバーの幼少の頃の写真を使用、レーベル面には3人の似顔絵と収録曲等が記載されている。また、グループ名のメイン表記が「KIIYAMA STORE」となっており、本来の「きいやま商店」の表記は右側に縦書きで表記されている。また、この盤のみ、英語表記のタイトル『Goodbye Summer』の表記がある。
1. きいやま商店のテーマ
2. I know
3. さよならの夏

セカンドプレスは、現在の衣装と初期にかぶっていたハットを被った画像が使用されている。また、グループ名のメイン表記が「KIIYAMA STORE」となっており、本来の「きいやま商店」の表記は右下に小さく表記されている。
1. きいやま商店のテーマ
2. Take it Easy
3. ばっぺーた
4. ミルクティーでも飲みながら
5. さよならの夏